# Terkel Risbjerg
Terkel Risbjerg est un auteur de bande dessinée né le 5 décembre 1974 à Copenhague. 

## Biographie
En 2000, il rencontre Anne-Caroline Pandolfo à Paris. Tous deux nouent une collaboration de long terme, Pandolfo écrivant pour lui les scénarios de plusieurs bandes dessinées, principalement aux Éditions Sarbacane ; ils vivent ensemble. En 2012 paraît leur premier album : Mine, une vie de chat, empreint d'un « romantisme adolescent ». En 2013, ils s'inspirent du roman L'Astragale d'Albertine Sarrazin et en livrent leur interprétation graphique et narrative. L'album figure dans la sélection pour le prix Polar de la SNCF. Le couple poursuit dans la même veine en 2014 avec Le Roi des scarabées, inspiré de Niels Lyhne de Jens Peter Jacobsen. En 2015, ils livrent La Lionne, une bande dessinée biographique consacrée à Karen Blixen,. En 2016, le tandem publie aux éditions du Lombard une réécriture de Perceval, issu de la légende arthurienne transmise par Chrétien de Troyes. L'ouvrage fait partie de la sélection pour le fauve d'or au festival d'Angoulême 2017. Revenant à l'adaptation de roman, ils proposent en 2018 leur lecture de Serena, de Ron Rash. L'album reçoit le « prix Clouzot »  dans le cadre du festival Regards noirs (littérature polar) à Niort. En 2019, avec Enferme-moi si tu peux, ils proposent le « le destin de six artistes d'Art brut » : Augustin Lesage, Madge Gill, le Facteur Cheval, Aloïse, Marjan Gruzewski et Judith Scott. L'ouvrage est préfacé par Michel Thévoz. Les deux bédéistes ont souhaité montrer, malgré la vie difficile des personnages, « la manière dont ces six artistes s’en accommodent par la poésie et le dépassement »,.

## Œuvres en français

### En tant qu'auteur
- Espace vide, Treize étrange, 2005  (ISBN 2-7459-1828-1)

### En tant que dessinateur
Sauf mention contraire, le scénario est signé Anne-Caroline Pandolfo.
- Mine, une vie de chat, Éditions Sarbacane, 2012  (ISBN 978-2-84865-560-4) (BNF 42765225)
- L'Astragale, d'après le roman éponyme d'Albertine Sarrazin, Sarbacane, 2013  (ISBN 9782848656427)
- Le Roi des scarabées, inspiré de Niels Lyhne de Jens Peter Jacobsen, Sarbacane, 2014  (ISBN 978-2-84865-740-0)
- La Lionne, Sarbacane, 2015  (ISBN 978-2-84865-829-2)
- Perceval, Le Lombard, 2016  (ISBN 978-2-8036-7014-7)
- Serena, adapté du roman de Ron Rash, Sarbacane, 2018  (ISBN 978-2-377-31047-0)
- Enferme-moi si tu peux, Sarbacane, 2019  (ISBN 978-2-203-16281-5)
- Les contes de Grimm, scénario de Béatrice Bottet d'après Les Frères Grimm, Casterman, 2020  (ISBN 978-2-203-19831-9)